# Eugenio-Santos Chavala Ibort
Eugenio-Santos Chavala Ibort (Saragossa, 1921- Barcelona, 2000) fou esportista i dirigent esportiu.
Fou un esportista polifacètic. Impulsà el vol sense motor creant l'escola Marià Foyé a Domeny, nedà a les files del Futbol Club Barcelona i fou soci de la Unió Excursionista de Catalunya i del Club Excursionista de Gràcia. Participà en la fundació del Club Natació Montjuïc el 1944, on competí en natació i waterpolo i fou dirigent a partir del 1968. D'altra banda, fundà el Club d'Arquers de Catalunya el 1949 i poc després fundà la Federació Catalana de Tir amb Arc, i en fou el primer president (1950-52). El 1950 guanyà el primer Campionat de Catalunya de tir amb arc i fou tercer en el d'Espanya, en aquest últim guanyà la prova de 30 m i quedà campió per equips. Entrenador i seleccionador de la federació, el 1959 fou un dels fundadors de la primera galeria coberta de tir amb arc de Barcelona. Posteriorment, formà part del Club Nàutic de Premià. Fou patró de vela i de motor, jutge de regates i director de l'escola de vela del club. Participà com a jutge de regates en els Jocs Olímpics de Barcelona. Rebé el guardó Vela d'Or de la Federació Catalana de Vela, la placa de pioner de tir amb arc a Espanya i la insígnia de plata de la Unió de Federacions Esportives de Catalunya. Rebé la medalla de Forjadors de la Història Esportiva de Catalunya el 1993.